# Акан (озеро, Япония)
Акан (Акан-Ко; яп. 阿寒湖) — пресноводное горное озеро в восточной части японского острова Хоккайдо. Располагается на территории округа Кусиро в префектуре Хоккайдо. Относится к бассейну Тихого океана. Сток из озера идёт на юго-восток через реку Акан, впадающую в залив у города Кусиро. Входит в состав национального парка Акан.
Акан представляет собой эвтрофное озеро вулканического происхождения, находящееся на высоте 420 м над уровнем моря между хребтом Кусироакан-Кадзангун и горой Оакан-Даке. Площадь озера составляет 13 км², глубина достигает 44,8 м. Протяжённость береговой линии — 30 км. Крупнейшие острова: Осима, Тиуруи-Сима, Яитаи-Сима. Через протоку на северо-востоке соединяется с озером Панкето.